# Е, мој друже загребачки
Е, мој друже загребачки је песма коју су снимили српски и југословенски певач Бора Чорба и група Минђушари.
Песма је снимљена као одговор Јури Стублићу и групи Филм који су објавили песму Е, мој друже београдски, која је имала за циљ подршку хрватским војницима у отцепљењу Хрватске од СФРЈ.
Објављена је 1993. године, а напсана је у време Рата у Хрватској. Бора Ђорђевић био је у том тренутку у Книну, а српски рок састав Минђушари тражио му је да им напише текст, што је Ђорђевић и урадио. Истакао је да песму не сматрам „озбиљном”, као ни песму Е, мој друже београдски.
Песма је објављена на албумима Минђушара, Армија српска (1993), Да уз мене остариш (1998) и Чорбиној компилацији Бора Чорба и пријатељи (1997).
Медији су известили да су песме Е, мој друже загребачки и Е, мој друже београдски још више подигле тензије између Срба и Хрвата, у јеку рата.